# ویلا کاتر
ویلا سایبرت کاتر (انگلیسی: Wilella Sibert Cather؛ ۷ دسامبر ۱۸۷۳ – ۲۴ آوریل ۱۹۴۷) نویسنده زن آمریکایی برنده جایزه پولیتزر برای داستان بود. این نویسنده آمریکایی بیشتر شهرت خود را از طریق خلق رمان‌هایی به دست آورد که به زندگی نخستین مهاجرین اروپایی ساکن در ایالات غربی آمریکا می‌پرداختند و از شیوه‌های زندگی در دشت‌های بزرگ حکایت داشتند. آثاری مانند اوه پیشگامان!، آنتونیای من، و نغمهٔ لارک، از جملهٔ این قبیل آثار او به‌شمار می‌آیند. در سال ۱۹۲۳ او به خاطر نگارش رمان یکی از ما، که در سال ۱۹۲۲ نوشته شده بود، موفق به دریافت جایزه پولیتزر گردید. وی همچنین مجموعه رمان‌هایی هم در ارتباط با جنگ جهانی اول خلق نمود.
ویلا کاتر که سال‌های جوانی خود را در نبراسکا طی کرده بود و فارغ‌التحصیل از دانشگاه دولتی این ایالت بود؛ بیشتر سال‌های زندگی خویش را در نیویورک سپری نمود و اغلب آثار خود را در همین شهر پدیدآورد.

## زندگی‌نامه
در سال ۱۸۷۳ در شهر ویرجینیا واقع در ایالت کارولینای شمالی دیده به جهان گشود. پس از انجام تحصیلات مقدماتی و متوسطهٔ خویش، در حالیکه خانواده‌اش سخت مخالف بودند، به ایالت نبراسکا رفت و در دانشگاه ایالت مزبور مشغول به تحصیل شد. پس از فارغ‌التحصیلی از دانشگاه ایالتی نبراسکا، به شهر پیتزبرگ رفت و در آنجا به کار معلمی مشغول شد.
وی پس از چند سال معلمی از ادامه این شغل منصرف شد و پس از مدتی آوارگی و بیکاری و بلاتکلیفی، سردبیری مجله کثیرالانتشار بیک کلور را بر عهده گرفت و مقیم شهر نیویورک شد. وی در قبال این فعالیت خود، دست به نگارش داستان‌هایی زد که مضامین آن‌ها کم و بیش، بر زندگی و عادات و کردار ده نشینان ساده دل و روستائیان گوشه‌گیر ایالت نبراسکا دور می‌زد.
به تدریج و با همین داستان‌ها شهرت ویل کاتر بیشتر شد و وی توانست آثار بهتری را نیز انتشار بدهد. در این دوران وی داستان‌هایی می‌نوشت که در نوع خود جالب و بی‌نظیر بودند.
نخستین رمان مفصل او، پل الکساندر، نموداری از کوشش‌های مداوم و مرارتهای شبانه‌روزی او، به سوی شهرت و موفقیت به‌شمار می‌آید. این کتاب مورد توجه بسیاری از نویسندگان آن عصر قرار گرفت و از جمله سارا ارن جیوت که خود از داستان‌سرایان برجستهٔ آغاز قرن بیستم در آمریکا بود، این اثر وی را ستود و از استعداد ویلا کاتر در داستان‌نویسی تجلیل کرد.
سارا جیوت به ویلا کاتر توصیه کرد که هنگام نگارش داستان‌های خود، یک هدف مشخص و مسلّم برای خویش برگزیند و پیرامون آن هدف خود، ساده و بی‌پیرایه و صادقانه شروع به نوشتن کند. ویلا کاتر توصیهٔ بانو جیوت را پذیرفت و این طرز نوشتن را به عنوان یک هدف در نوشته‌هایش دنبال کرد. وی این روش نویسندگی را تا پایان عمر خویش حفظ نمود و همواره بدان پایبند بود.

## کتابشناسی

### آثار غیرداستانی
- زندگی مری بیکر جی. ادی و تاریخچه‌ای از کریستین ساینس (نوشته شده در سال ۱۹۰۹ و تجدید چاپ توسط نبراسکا پرس، در سال ۱۹۹۳) این اثر کار مشترکی از ویلا کاتر با جئورجین میلیماین می‌باشد.
- زیر چهل ساله‌ها هرگز! (۱۹۳۶، مقاله)
- در هنگام نوشتن (۱۹۴۹، چاپ مجدد توسط نبراسکا پرس، در سال ۱۹۸۸، شابک: شابک ‎۹۷۸-۰-۸۰۳۲-۶۳۳۲-۱)

### رمان‌ها
- پل الکساندر (۱۹۱۲)
- «سه‌گانه چمنزار»:

- اوه!، پیشگامان! (۱۹۱۳)
- آهنگ لارک (۱۹۱۵)
- آنتونیای من (۱۹۱۸)

- یکی از ما (۱۹۲۲)
- بانوی گمشده (۱۹۲۳)
- خانه استاد (منزل پروفسور) (۱۹۲۵)
- دشمن فانی من (۱۹۲۶)
- مرگ برای اسقف اعظم نیز هست (۱۹۲۷)
- سایه‌ها بر صخره (۱۹۳۱)
- لوسی گایهاترت(۱۹۳۵)
- سافیرا و دختر برده (۱۹۴۰)

### مجموعه‌ها
- دوقلوهای آوریل (۱۹۰۳، مجموعه شعر)
- باغ ترول (۱۹۰۵، داستان‌های کوتاه)
- جوانک و هاله نور (۱۹۲۰، داستان‌های کوتاه)
- سرنوشت مبهم (۱۹۳۲، سه داستان)
- زیر چهل‌ها هرگز! (۱۹۴۶، مقاله)
- زیبایی کهن (۱۹۴۸، سه داستان)
- ویلا کاتر: در زمان نوشتن (۱۹۴۹، مقاله)

این فهرست مجموعه داستان‌های اولیه او را که در ابتدای کار خویش در نشریات مختلف منتشر می‌ساخت را شامل نمی‌شود.

## دربارهٔ او
داستان‌هایی که ویلا کاتر در دوران عمر خویش خلق نموده‌است، عموماً داستان‌هایی مشحون از عواطف سرشار بشری و سیرهٔ مردمان پاکدل ده‌نشین و روستایی است. بخش مهمی از این داستان‌ها با زندگی خود ویلا کاتر در دوران کودکی و نوجوانیش مرتبط است و از طرز زندگانی نخستین مهاجرین اروپایی که به نواحی ایالات غربی و مرکزی می وست آمدند، حکایت می‌کند و به توصیف محیط خانوادگی و اجتماعات کوچک آنان می‌پردازد.
از داستان‌های زیبا و کوتاه او، داستان عمو روسیکی، تصویر روشنی از زندگی یک مهاجر چک، در ایالت نبراسکا ارائه می‌کند. همچنین رمان سرنوشت‌های نامعلوم، از دیگر آثار زیبای اوست که چنین مضمونی دارد.